# Songs from the Laundry Room
Songs from the Laundry Room è il terzo EP del gruppo musicale statunitense Foo Fighters, pubblicato il 18 aprile 2015 dalla Roswell Records e dalla RCA Records.

## Descrizione
Pubblicato inizialmente per l'annuale Record Store Day, l'EP contiene nel lato A due demo di altrettanti brani successivamente inseriti nel primo album Foo Fighters (1995) e nel lato B una reinterpretazione del singolo di Kim Wilde Kids in America registrata il 16 febbraio 1991 ai Laundry Room Studio di Upland St (Virginia) e l'inedito Empty Handed, registrato ai Laundry Room Studio di West Seattle (Washington) il 3 gennaio 1992, medesima data di registrazione della prima versione di Alone + Easy Target.
L'11 settembre 2015 l'EP è stato reso disponibile per il download digitale attraverso iTunes.

## Tracce
Testi e musiche di Dave Grohl, eccetto dove indicato.
- Lato A

1. Alone + Easy Target – 5:16
2. Big Me – 2:19

- Lato B

1. Kids in America – 3:40 (Reginald Smith, Ricky Wilde) – originariamente interpretata da Kim Wilde
2. Empty Handed – 1:47

## Formazione
Musicisti
- Dave Grohl – voce, chitarra, basso, batteria
- Barrett Jones – cori (traccia 3)

Produzione
- Dave Grohl – produzione
- Barrett Jones – registrazione, missaggio
- Gavin Lurrsen – mastering

## Classifiche
| Classifica (2015)        | Posizione massima |
| ------------------------ | ----------------- |
| Stati Uniti (hard rock)  | 22                |
| Stati Uniti (tastemaker) | 21                |